# Nabój 7,62 × 39 mm wz. 43
7,62 × 39 mm wz. 43 – radziecki nabój pośredni, zaprojektowany podczas II wojny światowej. 
Najczęściej spotykane wersje naboju 7,62 × 39 mm wz. 43:
- PS – pocisk zwykły (masa pocisku 7,91 g)
- T-45 – pocisk smugowy (masa pocisku 7,45 g)
- BZ – przeciwpancerno-zapalający (masa pocisku 7,77 g)
- Z – zapalający (masa pocisku 6,61 g)
- US – o zmniejszonej prędkości początkowej, stosowany do strzelania razem z tłumikiem dźwięku (masa pocisku 12,50 g, masa ładunku miotającego 0,75 g)

## Historia
Pierwsze prace nad nabojem pośrednim prowadzono jeszcze przed wybuchem II wojny światowej. Wybuch wojny zatrzymał je i dopiero kiedy w 1942 roku w ręce Rosjan dostały się egzemplarze niemieckich karabinów MKb 42 zasilanych amunicją 7,92 x 33 mm Kurz prace wznowiono. Założenia programu mówiły o opracowaniu naboju o kalibrze 7,62 mm i masie 15-17 g, którego pocisk wystrzelony z lufy o długości 500 mm miałby w odległości 1000 m energię kinetyczną około 200 J. Najlepiej wymagania te spełniał nabój opracowany przez N. M. Jelizarowa i B. W. Siemina pracujących w OKB-44. Nowy nabój miał łuskę długości 41 mm. W marcu 1944 roku wszedł on do doświadczalnej produkcji.
Po opracowaniu naboju rozpoczęto projektowanie mogących strzelać nim broni. Według planów do uzbrojenia miano przyjąć karabin samopowtarzalny, karabin automatyczny i ręczny karabin maszynowy. Jako pierwszy do produkcji trafił karabin samopowtarzalny SKS. Na początku 1945 roku był on testowany przez żołnierzy I Frontu Białoruskiego. Większe problemy napotkano podczas projektowania innych rodzajów broni zasilanych nabojem pośrednim. Z kilku zaprojektowanych karabinów automatycznych największe szanse na przyjęcie do uzbrojenia miał AS-44 skonstruowany przez Aleksieja Sudajewa, ale śmierć konstruktora spowodowała przerwanie prac nad tą bronią, natomiast wytypowany do przyjęcia do uzbrojenia rkm RPD często się zacinał.
W 1946 roku rozpisano następny konkurs na karabin automatyczny, w wyniku którego do uzbrojenia postanowiono przyjąć skonstruowany przez Michaiła Kałasznikowa karabinek AK.

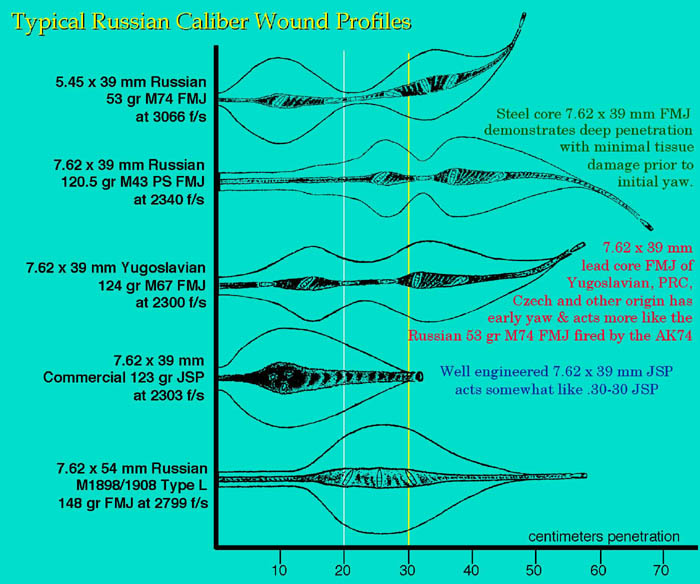
Kanały chwilowe i kanały stałe czynione przez różne odmiany pocisków 7,62mm

W 1947 roku powstała ostateczna wersja naboju pośredniego kalibru 7,62 mm. Miała ona łuskę o długości 39 mm. W 1949 roku przyjęto go do uzbrojenia Armii Radzieckiej jako nabój 7,62 × 39 mm wz. 43. W tym samym roku przyjęto do uzbrojenia zasilane nim karabiny SKS, AK oraz rkm RPD. W latach 50. XX w. amunicja wz. 43 stała się podstawową amunicją pośrednią armii państw Układu Warszawskiego. Była także używana w państwach nie należących do Układu, ale kupujących broń w ZSRR np. w Finlandii, Egipcie czy Chinach. W latach 70 amunicja ta zaczęła być wypierana przez nowy małokalibrowy nabój pośredni 5,45 × 39 mm, ale nadal jest to jeden z najbardziej rozpowszechnionych naboi świata.

## Wymiary naboju
Wymiary naboju 7,62 x 39mm wz. 43. Wszystkie wymiary podane są w milimetrach.